# Инцидент у храму Хоноџи
Инцидент у храму Хоноџи (1582) у Кјоту био је последња борба Ода Нобунаге са побуњеницима које је предводио његов дојучерашњи генерал Акечи Мицухиде. Смрћу Ода Нобунаге завршен је његов покушај уједињења Јапана, а започет краткотрајни грађански рат који се завршио победом његовог генерала Тојотоми Хидејошија, који је постао регент Јапана и довршио његово дело.

## Позадина
Акечи Мицухиде је, уз Тојотоми Хидејошија, до 1582. био најспособнији генерал Ода Нобунаге. Узроци његове побуне нису објашњени: навођени су разлози од личних увреда које је претрпео од Нобунаге, до искрене жеље да се збаци Нобунагина тиранија и поново уведе законита царска и шогунова власт. Како било, побуна је затекла Нобунагу потпуно неспремног, пошто се уздао у верност грађана Кјота и Мицухидеове војске. Као и обично, одсео је у престоници у неутврђеном храму Хоноџи, чији је био добротвор, у пратњи свега око 30 верних телохранитеља. Његов наследник, Ода Нобутада, одсео је у оближњем замку Ниџо, са свега 70 ратника посаде. Тако су и Ода Нобунага и његов син усред ноћи опкољени од надмоћнијих побуњеничких снага, без икаквих изгледа на отпор или бекство.

## Битка
Иако безнадежно бројно надјачани од стране више хиљада нападача, Нобунагини телохранитељи пружили су храбар и пожртвован отпор до последњег, да би дали господару времена да изврши сепуку, како не би пао у руке непријатеља. Сам Нобунага испалио је неколико стрела, али му је тетива лука пукла готово одмах, после чега се повукао у унутрашњост храма и извршио сепуку, наредивши последњим преживелим ратницима да запале храм око њега.
Замак Ниџо, у непосредној близини, нападнут је у исто време: иако је био утврђен, посада је била сасвим малобројна, а нападачи су се пењали на кровове оближњих кућа и са свих страна гађали браниоце на бедемима. Нобунагин син и наследник, Ода Нобутада, после кратког отпора је и сам извршио сепуку.

## Последице
После успешног државног удара, Акечи Мицухиде прогласио се за шогуна, али је после само 13 дана потучен и убијен у бици код Јамазакија од стране Нобунагиних лојалиста које је предводио Тојотоми Хидејоши. Смрт Ода Нобунаге и његовог непосредног наследника оставила је клан Ода без вођства, па власт над Нобунагином војском и поседима није аутоматски прешла једном од његових преживелих синова, пошто су разни генерали подржавали разне кандидате.  Краткотрајни грађански рат (1582-1584) међу Нобунагиним наследницима и генералима завршио се победом Нобунагиног најспособнијег генерала Тојотоми Хидејошија, који је постао регент Јапана и до 1590. довршио уједињење земље.